# Akira Suzuki (zapaśnik)
Akira Suzuki (jap. 鈴木光 Suzuki Akira) – japoński zapaśnik w stylu wolnym, trener.

## Kariera sportowa
Na mistrzostwach świata w 1982 zajął szóste miejsce. Czwarty był na igrzyskach azjatyckich w 1982. Trzeci w mistrzostwach Azji w 1979 i w Pucharze Świata w 1978 roku.